# Čmelák rolní

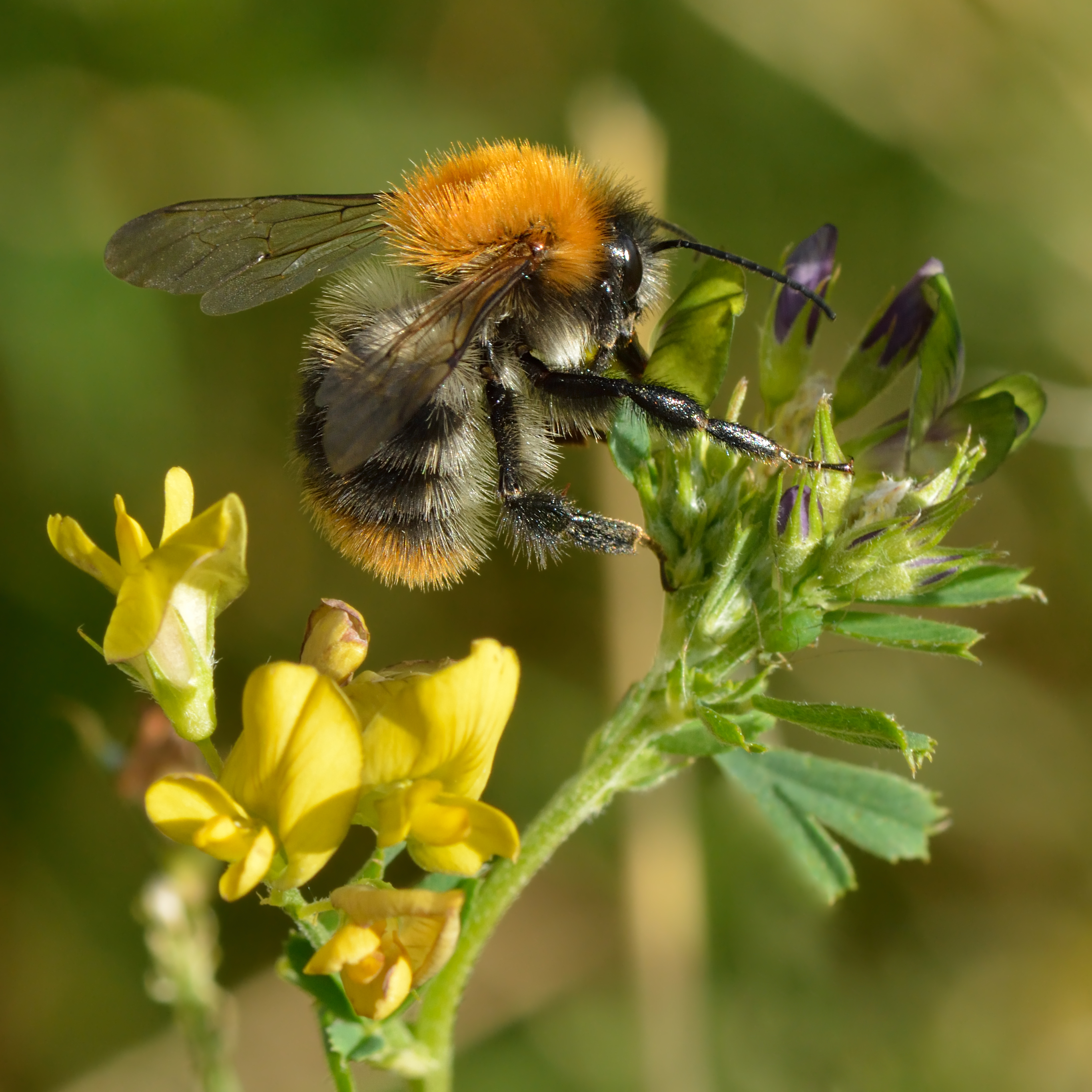
Trubec

Čmelák rolní (Bombus pascuorum) je zástupce čeledi včelovitých. V České republice je hojný, ovšem náleží mezi zákonem chráněné druhy.

## Výskyt
Vyskytuje se na většině území Evropy na nejrůznějších stanovištích, jako jsou louky, pastviny, příkopy a náspy, cesty a okraje polí, ale i zahrady a parky v městských oblastech, též lesy a lesní okraje. Jde o velmi přizpůsobivý a ekologicky plastický druh, využívající též antropogenní stanoviště.

## Popis
Menší čmelák, matka dorůstá 16–18 mm. Za letu vydává hluboký tón. Zbarvení čela a boků šedé, hruď je v různých odstínech hnědé. Zadeček je střídavě po článcích tmavě a světle jemně pruhovaný. Obě pohlaví jsou zbarvena stejně.

## Způsob života
Je obecně rozšířený. Matky vyletují z hibernace koncem března či začátkem dubna. Hnízdí v opuštěných norách hrabošů, někdy i na povrchu v hromádce listí či trávě. Není agresivní. Hnízda mívají jen několik desítek jedinců, přežívají však dlouho do podzimu, často až do prvních mrazů.
Patří do druhové skupiny pocket makers, tzn. že při stavbě díla jsou pod larvami budovány zvláštní voskové kapsičky. Dělnice do nich ukládají pyl a med. Larvy nejsou krmeny, ale samy takto nashromážděnou potravu odebírají.
Jeho specializovaným hnízdním parazitem je pačmelák ladní (Bombus campestris).